# Ana Belén Palomino Delgado
Ana Belén Palomino Delgado (Cáceres, 14 de diciembre de 1996) es una jugadora de balonmano española que juega de portera en el Balonmano Porriño.

## Trayectoria
Cacereña de nacimiento pero miajadeña de orígenes, se inició en el balonmano a los 10 años en el Club Deportivo Paideuterión de Cáceres y debutó en División de Honor en el Cleba. El primer año tuvo ficha del filial pero disputó sus primeros partidos en el primer equipo, dónde compartía posición con Cristina González Ramos.
Tras tres temporadas en el equipo leonés fichó por el HC Puig d'en Valls en la primera incursión del conjunto balear en la máxima división española, dónde coincidió con África Rodríguez, Carmen Campos, Ana González. En marzo de 2017 sufrió una lesión de rodilla. Hasta entonces su temporada fue muy notable con el conjunto ibicenco. Sin embargo, tras la renuncia a competir en División de Honor del conjunto insular, salió del Puig d'en Valls para enrolarse en el Balonmano Castellón de Montse Puche con el que sólo estuvo una temporada también al descender el conjunto castellonense a la División de Honor Plata.
Habitual con la selección júnior de Sagrario Santana junto a Maddi Aalla y la fuengiroleña Ana Marín, recibió la primera llamada con 15 años para disputar un par de partidos en Suiza. Ana Belén no ha debutado aún con las Guerreras.
En 2019, Palomino fichó por el Rocasa Gran Canaria para suplir a la portera valsequillera Dana Hernández, que se retiraba de la competición. En su época con el equipo canario debutó en competición europea y consiguió la Supercopa de España en su primera temporada y la  Copa Europea de la EHF celebrada en el Martín Carpena ante el Costa del Sol Málaga.
Tras la llegada de Lulu Guerra a Canarias Ana Belén no disfrutó de muchos minutos por lo que, en 2023, decidió fichar por el louriñés Conservas Orbe Rubensa Porriño.
- -2014: Paideuterión
- 2014-17: Cleba
- 2017-18: ANTS:BFIT MuchoTicket Santa Eularia
- 2018-19: Balonmano Castellón
- 2019-23: Rocasa Gran Canarias
- 2023-Actualidad: Conservas Orbe Rubensa Porriño

#### Datos(a fecha 2 de febrero de 2024)[15]
|          | Liga | Copa | EHF |
| -------- | ---- | ---- | --- |
| Partidos | 223  | 20   | 17  |
| Goles    | 4    | 0    | 4   |

## Palmarés

### Clubes
- 1 x Supercopa de España (2019/20)
- 1 x EHF European Cup (2021/22)

### Galardones individuales
- Insignia de plata[16] por la Federación extremeña de Balonmano.
- Mención especial del Ayuntamiento de Miajadas[17]
- Guerrera Iberdrola (Jornada 14 de 2016-17, Jornada 15 de 2018-2019)[18][19]